# Rêu nước lá nhọn
Rêu nước lá nhọn (danh pháp khoa học: Sphagnum acutifolioides) là một loài rêu trong họ Sphagnaceae. Loài này được Warnst. mô tả khoa học đầu tiên năm 1890.